# Coca-Cola mexicana

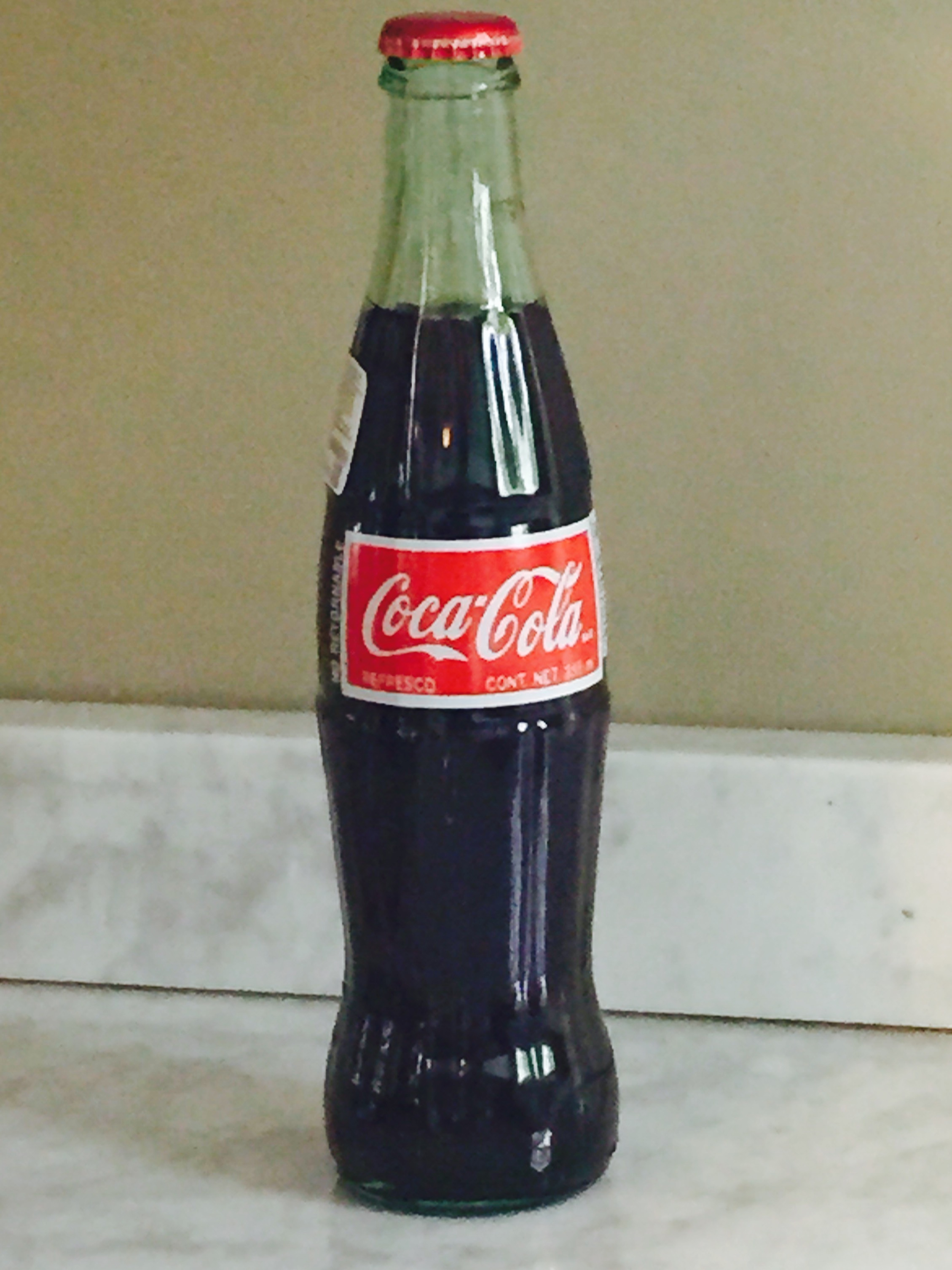
Uma garrafa de Coca-Cola mexicana nos Estados Unidos

Nos Estados Unidos da América, a Coca-Cola mexicana ou Coca-Cola do México (em castelhano:  Coca Cola de México; em inglês:  Mexican Coke) ou, informalmente, "MexiCoke", refere-se aos produtos da Coca-Cola produzidos e importados do México.
Embora destinados para o consumo no México, a Coca-Cola mexicana tornou-se muito popular nos Estados Unidos por causa de um sabor que os fãs Coca-Cola chamam de "uma degustação muito mais natural". Enquanto muitos acreditam que a principal diferença no sabor entre a Coca-Cola mexicana e a Coca-Cola americana é que a fórmula da Coca-Cola mexicana é adoçada usando açúcar de cana no lugar do xarope de milho de alta frutose, uma análise científica de um exemplar da Coca-Cola mexicana não foi encontrado nenhuma sacarose (açúcar padrão) na amostra de Coca-Cola mexicana, mas, em vez encontrado um teor de frutose e glicose, níveis semelhantes de outras bebidas adoçadas com o xarope de milho de alta frutose. A Coca-Cola afirma que a Coca-Cola mexicana exportada para os Estados Unidos é feita com cana-de-açúcar, enquanto alguns engarrafadores mexicanos podem usar o xarope de milho de alta frutose para bebidas destinadas à venda no México. Portanto, enquanto a Coca-Cola rotulada de "mexicana" nos EUA é feita com cana-de-açúcar, nem todas as Coca-Cola vendidas no México são.

## História
A Coca-Cola abriu a sua primeira de franquia de engarrafamento no México, na década de 1920, com o Grupo Tampico, e, em seguida, o Grupo ARMA.  A FEMSA, empresa sediada em Monterrei, é atualmente a maior engarrafadora de Coca-Cola no México, juntamente com a maior parte da América Latina.
Em 2013, um engarrafador de Coca-Cola mexicano anunciou que iria parar de usar cana-de-açúcar em favor do xarope de glicose e frutose. Ela esclareceu mais tarde que esta alteração não iria afetar as garrafas especialmente exportadas para os Estados Unidos como os produtos "Coca-Cola Nostalgia".

## Testes de sabor
Os resultados de testes de sabor têm sido diversificados. Em um teste de sabor, conduzido por uma revista local de Westchester, Nova Iorque, provadores observaram que a Coca-Cola mexicana tinha um "um sabor mais complexo, com uma especiaria inefável e nota herbal", e que continha algo "que obscuramente insinua em uma cerveja preta ou nos velhos doces de salsaparrilha".
No entanto, os participantes em um teste cego duplo de sabor diferente, a preferência esmagadora é da Coca-Cola americana. Os participantes dos testes de sabor realizadas pela Coca-Cola informou não percebem as diferenças de sabor entre a as fórmulas da Coca-Cola americana e mexicana.

## Garrafa
A Coca-Cola mexicana é engarrafada em em uma garrafa de vidro com capacidade de 355 ml ou de 500 ml, que alguns têm descrito em contraste com as garrafas de plástico da Coca-Cola americana como sendo "mais elegante, com uma forma agradavelmente nostálgica". Ao em vez de ter uma etiqueta de vinil envolvida em torno de plástico, uma etiqueta de esmalte é pintado diretamente no frasco de vidro. A maioria dos exportadores de Coca-Cola mexicana colocam uma etiqueta de papel contendo a Informação nutricional, ingredientes, e informações de contato do engarrafador e/ou do exportador, para atender a requisitos de rotulagem de alimentos nos Estados Unidos.

## Disponibilidade nos Estados Unidos
O World of Coca-Cola vende a Coca-Cola mexicana em sua loja de presentes, e agora é amplamente disponível nas lojas físicas e online dos Estados Unidos.[carece de fontes?]

## Nova Zelândia
Um fenômeno semelhante existe na Nova Zelândia, onde a Coca-Cola está disponível tanto engarrafada localmente (adoçada com açúcar) como importada dos Estados Unidos (com o xarope de milho de alta frutose).

## Leitura posterior
- Melnick, Meredith (28-10-2010). Study: Hey, Hipsters, Mexican Coke Might Be a Myth. Revista Time.